# Milano-Sanremo 1939
La Milano-Sanremo 1939, trentaduesima edizione della corsa, fu disputata il 18 marzo 1939 su un percorso di 281,5 km con partenza da Milano e arrivo a Sanremo. Fu vinta dall'italiano Gino Bartali, giunto al traguardo con il tempo di 7h31'46" alla media di 37,387 km/h davanti ai connazionali Aldo Bini e Osvaldo Bailo. Conclusero la corsa, organizzata dalla Gazzetta dello Sport e valida come prima prova del Trofeo dell'Impero 1939, 54 dei 145 ciclisti al via (su 176 iscritti).

## Squadre partecipanti
| N.    | Cod. | Squadra |
| ----- | ---- | ------- |
| 1-8   |      | Bianchi |
| 10-14 |      | Legnano |
| 15-18 |      | Frejus  |
| 19-24 |      | Ganna   |
| 25-34 |      | Lygie   |

| N.                        | Cod. | Squadra    |
| ------------------------- | ---- | ---------- |
| 36-39                     |      | Olympia    |
| 40-44                     |      | Gloria     |
| 45-51                     |      | Maino      |
| 52, 59, 89-91, 94-95, 125 |      | Santamaria |
| 53-176                    |      | Isolati    |

## Ordine d'arrivo (Top 10)
| Pos. | Corridore        | Squadra | Tempo    |
| ---- | ---------------- | ------- | -------- |
| 1    | Gino Bartali     | Legnano | 7h31'46" |
| 2    | Aldo Bini        | Bianchi | s.t.     |
| 3    | Osvaldo Bailo    | Bianchi | s.t.     |
| 4    | Pietro Chiappini | Maino   | s.t.     |
| 5    | Mario Vicini     | Lygie   | s.t.     |
| 6    | Mario Ricci      | Maino   | a 2'11"  |
| 7    | Cino Cinelli     | Frejus  | a 2'25"  |
| 8    | Pierino Favalli  | Legnano | s.t.     |
| 9    | Adriano Vignoli  | Lygie   | a 3'09"  |
| 10   | Glauco Servadei  | Ganna   | a 4'14"  |